# Home Alone 4: Taking Back the House
Home Alone 4: Taking Back the House is een Amerikaanse komediefilm uit 2002 onder regie van Rod Daniel. Deze film is een aansluitend vervolg op de eerste twee delen, maar wordt gespeeld door andere acteurs.

## Verhaal
De ouders van Kevin McCallister zijn inmiddels gescheiden. Zijn vader heeft een nieuwe vriendin, Nathalie. Samen wonen zij in een grote, riante villa. Kevin besluit zijn kerstvakantie bij hen door te brengen. Op kerstavond komt de alom bekende inbreker, Marv, samen met zijn nieuwe vriendin Vera inbreken.
Kevin zelf heeft snel in de gaten dat Marv en Vera komen inbreken, en net als de vorige keren plaatst hij vervolgens allemaal boobytraps.
Echter zowel zijn vader als Nathalie geloven Kevins verhaal over de boeven niet, terwijl er steeds een ravage in het huis ontstaat. Nathalie draaft uiteindelijk zelfs zover door dat ze denkt dat Kevin haar en zijn vader van elkaar willen scheiden en dat hij door alle schade die hij het huis toebrengt aandacht probeert te krijgen.
Kevin vertrouwt ook de butler niet, aangezien die erg geheimzinnig doet, zoals het niet op komen draven als Kevin in het huis oog-in-oog staat met het inbrekers-duo.
Uiteindelijk blijkt het niet de butler te zijn, die bij het inbrekers-duo hoort, maar de werkster.
Aan het eind als Kevin alleen thuis is en met diverse boobytraps de inbrekers te grazen heeft genomen waarna ze worden gearresteerd, dan komen Kate en Peter weer bij elkaar, en barst Nathalie in tranen uit.

## Rolverdeling
- Mike Weinberg: Kevin
- Jason Beghe: Peter
- French Stewart: Marv
- Missi Pyle: Vera
- Clare Carey: Kate
- Erick Avari: Mr. Prescott
- Barbara Babcock: Molly
- Joanna Going: Natalie
- Gideon Jacobs: Buzz
- Chelsea Russo: Megan
- Lisa King: Queen
- Craig Geldenhuys: Prince
- Andre Roothman: King
- Anton Smuts: Cab
- Sabine Mièl Fischer: Vera (stem)
- Donny Watrous: Robber